# John Worden
John Lorimer Worden (ur. 12 marca 1818 w Sparcie, hr. Westchester, zm. 19 października 1897 w Waszyngtonie) – amerykański oficer, admirał marynarki wojennej USA, weteran wojny amerykańsko-meksykańskiej oraz wojny secesyjnej.

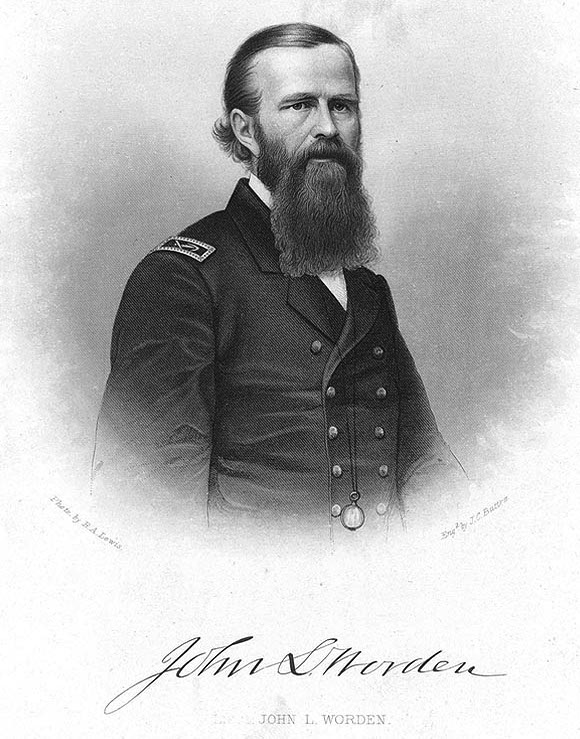
Worden, rok 1862